# (5115) Frimout
Pour les articles homonymes, voir Frimout.
(5115) Frimout est un astéroïde de la ceinture principale. Il porte le nom de l'astronaute belge Dirk Frimout (1941).
Il a été découvert le 13 février 1988 à l'observatoire de La Silla par l'astronome belge Éric Elst.
Sa désignation provisoire était 1988 CD4.